# Lyes Salem
Lyes Salem (* 7. Juli 1973 in Algier, Algerien) ist ein franko-algerischer Schauspieler und Filmregisseur.

## Leben
Salem wurde im Frühsommer 1973 als Sohn eines algerischen Vaters und einer französischen Mutter in Algier geboren. Nach der Trennung seiner Eltern 1989 wuchs Salem in Frankreich auf. Er studierte bis 1998 Theater, Fernsehen und Film am Conservatoire national supérieur d’art dramatique (CNSAD) in Paris und absolvierte eine Schauspielausbildung an der Pariser École du Théâtre National de Chaillot. Er spielte anschließend zunächst Theater. Mitte der 1990er-Jahre kam er zum Film, wo er in Kino-, Fernseh- und Kurzfilmen zu sehen war.
Bereits beim Kurzfilm Tatoo, in dem er eine Rolle übernahm, war er auch als Regieassistent tätig. Seine erste Regiearbeit wurde 2001 der Kurzfilm Jean Farès. Für den Kurzfilm Cousines gewann Salem 2005 einen César in der Kategorie Bester Kurzfilm. Salem führte erstmals bei Maskeraden Langfilmregie, wobei er auch die Hauptrolle übernahm. Für den Film über einen algerischen Gärtner, der seine an Narkolepsie erkrankte Schwester unter die Haube bringen will, erhielt Salem 2009 eine César-Nominierung in der Kategorie Bestes Erstlingswerk. In seinem zweiten Langfilm, dem Politdrama L’Oranais über die Entwicklung der Gesellschaft nach der algerischen Unabhängigkeit, übernahm Salem erneut eine Hauptrolle.

## Filmografie
Wenn nicht anders angegeben als Darsteller:
- 1995: Highlander (TV-Serie, eine Folge)
- 1998: Tatoo (Kurzfilm)
- 1998: Schule des Begehrens (L’école de la chair)
- 1998: American Cuisine (Cuisine américaine)
- 1999: Rendezvous in Samarkand
- 2000: Meet the Baltringues
- 2001: Jean Farès (Kurzfilm) – auch Regie
- 2001: Heureuse (Kurzfilm)
- 2003: Filles uniques
- 2004: Cousines (Kurzfilm) – auch Regie
- 2004: Im Spiegel des Bösen (À ton image)
- 2004: Ghettogangz – Die Hölle vor Paris (Banlieue 13)
- 2005: Les Cordier, juge et flic (TV-Serie, eine Folge)
- 2005: Nuit noire, 17 octobre 1961 (TV)
- 2005: Alex
- 2005: München (Munich)
- 2006: Bonne nuit Malik (Kurzfilm)
- 2007: Ich denk an Dich, Paloma (Délice Paloma)
- 2007: L’affaire Sacha Guitry (TV)
- 2007: L’affaire Ben Barka (TV)
- 2008: C’est la vie – So sind wir, so ist das Leben (Le premier jour du reste de ta vie)
- 2008: Maskeraden (Mascarades) – auch Regie
- 2010: Histoires de vies (TV-Serie, eine Folge)
- 2010: Das Labyrinth der Wörter (La tête en friche)
- 2010: Des filles en noir
- 2010: Dernier étage gauche gauche
- 2010: T’embrasser une dernière fois (Kurzfilm)
- 2010: Tempus Fugit (Kurzfilm)
- 2011: Who Killed Marilyn? (Poupoupidou)
- 2011: Hard (TV-Serie, zwei Folgen)
- 2012: Il était une fois… peut-être pas (TV)
- 2013: Rock the Casbah
- 2014: L’Oranais  (auch Regie, Drehbuch)
- 2014: Ich bin tot, macht was draus (Je suis mort mais j’ai des amis)
- 2015: Mademoiselle Hanna und die Kunst, Nein zu sagen (Je suis à vous tout de suite)
- 2016: Eine bretonische Liebe (Ôtez-moi d'un doute)
- 2016: Rechenschaft (Carole Matthieu)
- 2018: Für meinen Glauben (Dévoilées)
- 2018: Nefta Football Club (Kurzfilm)
- 2019: Der geheime Roman des Monsieur Pick (Le mystère Henri Pick)
- 2019: Abou Leila
- 2022: Final Cut of the Dead (Coupez!)
- 2022: Oussekine (Fernsehvierteiler)
- 2024: Ein Gentleman in Moskau (A Gentleman in Moscow, Miniserie)

## Auszeichnungen (Auswahl)
- 2005: César, Bester Kurzfilm, für Cousines
- 2006: Cinema in Motion Award, Festival Internacional de Cine de San Sebastián, für Maskeraden
- 2008: FIPRESCI-Preis, Dubai International Film Festival, für Maskeraden
- 2009: César-Nominierung, Bestes Erstlingswerk, für Maskeraden
- 2015: Nominierung Prix Lumières, Bester französischsprachiger Film, für L’Oranais